# Corregimiento de Loja
El Corregimiento de Loja o Corregimiento de la Inmaculada Concepción de Loja fue una entidad territorial ultramarina inspectiva de control y organización política fragmentaria e integrante en la administración del Imperio Español mediante el derecho indiano, que fue adherida a la competencia jurídica del distrito de la Real Audiencia de Quito y ubicada al Sur de su Presidencia por medio de la pertenencia suprainstitucional del Virreinato del Perú y desde 1717 agregado al Virreinato de Nueva Granada. 
El periodo institucional del Corregimiento de Loja duró 269 años como jurisdicción administrativa quiteña y comprendió entre el año de 1547, ocurrida la designación al capitán Alonso de Mercadillo como primer Corregidor de Loja; hasta finalizada la administración de Miguel Hernández Bello el 18 de noviembre de 1820 en que se proclama su independencia oficial de la Monarquía Española. Tenía su sede administrativa en la actual ciudad ecuatoriana de Loja, donde se encontraban establecidos los miembros del cabildo colonial y residía el Corregidor y Justicia Mayor. 
Su territorio comprendió los dominios ligados a su ciudad sede, la Alcaldía Mayor de las Minas de Zaruma y el Gobierno de Yaguarzongo con asiento en Zamora de los Alcaides, lo que actualmente se identifica como la parte Suroriental de la actual República del Ecuador entre las intersecciones viales de la zona costera principalmente Zaruma, la Serranía como eje administrativo principal y la Amazonía en territorio actual de la Provincia de Zamora Chinchipe, asimismo como espacios de extensiones indefinidas hacia el límite oriente y por el lado sur parte del actual norte peruano.

## Lista de los Tenientes y Corregidores de Loja
EL Título de Corregidor de Loja estaba ligado con los de Corregidor de Zamora y Alcalde Mayor de las Minas de Zaruma desde 1582. 
Cabe señalar por mera coincidencia o por costumbre del propio cabildo de Loja que al posesionar sus autoridades lo hacían específicamentes en el mes de agosto a manera de tradición de cada año apenas estuviese cumplido el periodo designado para las autoridades integrantes del cabildo colonial de Loja. Hacia 1580 ocurre la extinción de la Tenencia de Loja y por tanto se separa de la de Cuenca que fueron dependientes provisionalmente del Corregimiento de Quito para en lo posterior conformarse ambas en corregimientos autónomos.  

### sigloXVI-Casa de Austria

#### Titulaciones de Lugartenientes de Gobernador y Tenientes de Corregidor
- Capitán Alonso de Mercadillo (1547-1551)
- Gonzalo Gómez de Salazar (1551, 1557-1561)
- Juan Díaz Carrillo (1553)
- Juan de Salinas Loyola (1557)
- Pedro Pacheco (1563)
- Gonzalo de Chávez (1564)
- Lorenzo de Cepeda (1565)
- Juan de Salinas Loyola (1567, 1576-1578)
- Luis de Toledo Pimentel (1567-1568)
- Juan de Ávila (1568-1569)
- Gómez de Chávez (1571)
- Capitán Juan Méndez de Parada (1572-1573)
- Pedro de Cianca (1579)
- Jerónimo de Castañeda (1581-1582)

#### Titulación de Corregidor y Justicia Mayor
- Melchor del Castillo (1582-1583)
- Alonso de Villanova y Zayas (1583-1584)
- Pablo de Cianca (1585)
- Juan de Mendoza y Cisneros (1585-1586, 1591-1592)
- Pedro de Guzmán Ponce de León (1586-1588)
- Julián de la Rúa Pizarro (1588)
- Diego Vaca de Vega (1589-1591)
- Capitán Lorenzo Fernández de Heredia (1593)
- Gregorio Gómez (1595)
- Lorenzo de Figueroa Estupiñán (1595)
- Doctor Juan de Castro y Ramírez (desde julio de 1595)
- Capitán Cristóbal Núñez de Bonilla (1596-1597)
- Capitán Benito de la Barreda (desde mayo de 1598)
- Felipe de Sámano (septiembre de 1598-1600)

### sigloXVII-Casa de Austria
- Diego Vaca de Vega (segunda administración 1600-1602)
- Doctor Gracián Falconí (1603-1604)
- Licenciado Sotomayor (1604-1606)
- Alonso Mujica (1606-1607)
- Juan Hurtado de Mendoza (1607-1608)
- Gonzalo de Paredes Hinojosa (1609-1611)
- Lope de Torres Guzmán (1611-1613)
- Antonio de Villacís Caballero de la Orden de Calatrava (1613-1614)
- Melchor de Peñalosa y Luna (1614-1620)
- Pedro Ponce Castillejo (interino 1620)
- Francisco Mejía de Sandoval, Caballero de la Orden de Alcántara (1620-1622)
- Antonio Ortiz de Espinosa (1625-1631)
- Alonso Liñán y Molina, Caballero de la Orden de Alcántara (1632-1637)
- Juan López Cañizares (1637-1643)
- Capitán Diego de Castro (1643-1649)
- Gabriel López de León (1649-1654)
- Diego de Mendoza y Acevedo (1654-1659)
- Bernardo Parabisino (1659-1663)
- Juan de Toledo y Guzmán (1666)
- Francisco de Ochoa y Berna (1669-1673)
- Luis Fernando Parabisino (1673)
- Licenciado Esteban Márquez Mancilla, Abogado de la Real Audiencia de Lima (1674-1677)
- José de Saavedra Bustamante, Caballero de la Orden de Santiago (1677-1682)
- José Francisco de Aguilera y Gamboa (1683-1693)
- Juan Bautista de Bardají y Ascón (1683-febrero de 1687)
- Diego Ríofrío y Peralta (1687-1691)
- José Celi y Mendoza (1691)
- Tomás Jacinto de Molina (1692)
- José Manuel de Aguilera y Gamboa (1695-1696)
- Francisco Pérez de Tagle (1697-1701)

### sigloXVIII-Casa de Borbón
- Antonio Sánchez de Orellana y Ramírez de Arellano, Primer Marqués de Solanda (1701-1703)
- General Juan de Varcasel Megarejo, Caballero de la Orden de Santiago (1703-1704)
- Juan Navarro de León y Rivera (1705-1708)
- Antonio de la Izequilla Hurtado de Mendoza (1708-1712)
- Clemente Sánchez de Orellana, sobrino de Primer Marqués de Solanda (1712-1718)
- Antonio de Arciniega (1719-1720)
- General Manuel de Carreño Cabeza de Vaca (1720-1722)
- Juan José de Valdivieso y Céspedes (agosto de 1722-1727)
- General Juan Antonio Aguirre (1727-1730)
- General Francisco Javier Gabiño y Sereno (agosto de 1729-1731)
- Manuel Palacio y Vallejo (agosto de 1731-1734)
- Joseph Suescum (1734-1735)
- General Domingo Ignacio Verois (1737-1738)
- Gregorio de Aguilera y Gamboa (1738-1744)
- General Tomás Costa (1745-1750)
- Gabriel de Piedrahíta y Saavedra (1754-1755)
- General Pedro Manuel Palacios Sandoval y Sánchez (1756-1760)
- Francisco de las Heras y Riofrío (administración interina de 1763)
- General Licenciado Ignacio de Checa y Carrascosa de la Torre (1761-1765)
- Manuel Daza y Fominaya (1766-1770)
- Manuel Fernández de Avilés (26 de agosto de 1770-1773)
- Pedro Javier de Valdivieso y Torres (1775-1784)
- Manuel de Vallano y Cuesta (agosto de 1784-1790)
- Tomás Ruiz Gómez de Quevedo (1790-1820)
- Miguel Hernández Bello (desde 1816 bajo nombramiento)